# Skyldig (TV-serie)
Skyldig är en svensk TV-serie som vänder sig till ungdomar och som hade premiär på SVT Play den 28 september 2022. Första säsongen består av tolv avsnitt. Serien, som är skapad av Saga Springcorn, Madeleine Adaktusson och Ayla Karlsson beskrivs som en systerserie till Strula. Springcorn har även regisserat serien. Skådespelarna från Strula Filippa Hansson Neitorp och Maya den Engelse agerar som berättare

## Handling
Serien kretsar kring tonåringarna från 24/7 som alla bär på olika problem och bekymmer. I serien lyfts ämnen som droger, mobbning och rasism ur olika perspektiv.